# ثين مينت
ثين مينت (مواليد 1 يناير 1937) هو ملاكم ميانماري، مثّل بلاده في الألعاب الأولمبية الصيفية في دورات 1956 و1960 و1964.

## روابط خارجية
ثين مينت على موقع أوليمبيديا (الإنجليزية)